# Бургоондо
Бургоондо (ісп. Burgohondo) — муніципалітет в Іспанії, у складі автономної спільноти Кастилія-і-Леон, у провінції Авіла. Населення — 1279 осіб (2010).
Муніципалітет розташований на відстані близько 90 км на захід від Мадрида, 27 км на південь від Авіли.
На території муніципалітету розташовані такі населені пункти: (дані про населення за 2010 рік)
- Бургоондо: 1266 осіб
- Пуенте-Нуева: 13 осіб

## Демографія
Динаміка населення (INE ):